# Кльонова (Лодзинське воєводство)
Кльонова (пол. Klonowa) — село в Польщі, у гміні Кльонова Серадзького повіту Лодзинського воєводства.
Населення — 1130 осіб (2011).
У 1975-1998 роках село належало до Серадзького воєводства.

## Демографія
Демографічна структура станом на 31 березня 2011 року:
|          | Загалом | Допрацездатний вік | Працездатний вік | Постпрацездатний вік |
| -------- | ------- | ------------------ | ---------------- | -------------------- |
| Чоловіки | 548     | 110                | 364              | 74                   |
| Жінки    | 582     | 111                | 313              | 158                  |
| Разом    | 1130    | 221                | 677              | 232                  |